# 은덕중학교
은덕중학교는 경기도 용인시에 개교 예정인 공립 중학교이다.

## 학교 연혁
- 2026년 3월 1일 : 개교 예정